# Video 2000
Video 2000 – format magnetycznego zapisu obrazu i dźwięku, który został opracowany przez firmy Philips i Grundig pod koniec lat 70. Był konkurencją dla formatów Betamax (Sony) i VHS (JVC).

## Charakterystyka
V2000 były podobne do kaset magnetofonowych (CC), lecz miały wymiary standardu VHS. Format ten, jako jedyny dotąd opracowany, umożliwia dwukierunkowy zapis obrazu na taśmie szerokości 1/2", w jedną stronę na jej połowie. Tak niewielka szerokość ścieżki zapisu wymaga niezwykle małych i precyzyjnie skanujących głowic pracujących w tzw. systemie DTF (Dynamiczne Śledzenie Ścieżki). Głowice na bębnie wizyjnym odchylają się w zależności od skosu ścieżki. Oprócz doskonałej stabilizacji obrazu, system DTF umożliwił uzyskanie również idealnie czystego obrazu przy przewijaniu z podglądem bez poziomych linii, znanych z innych systemów domowych i półprofesjonalnych.
Elementem formatu jest system DNS, który przy przesuwie taśmy 2,44 cm/s osiąga dynamikę dźwięku na poziomie 52 dB oraz mechanizm składający się z dwóch silników, które bezpośrednio napędzają szpulki kasety. Umożliwia to ciche i bardzo szybkie przewijanie taśmy.
Kasety VCC 480 (2×240) umożliwiają zapis 8 godzin obrazu o rozdzielczości 270 linii lub 16 godzin w trybie LP. Format zapewnia znacznie lepszą jakość obrazu od VHS (około 240 linii) i Video8 (około 260 linii), zbliżony do formatów U-Matic i Betacam.
Do magnetowidów przenośnych opracowano pochodną Video 2000 Mini. Kaseta o rozmiarach (108×20×72 mm) zbliżonych do mikrokaset takich systemów jak (S)VHS-C, umożliwiła zapis jednej godziny na każdej stronie, czyli 2 godzin (4 godziny w trybie LP). Odczyt następował z przenośnego magnetowidu lub w tradycyjnym magnetowidzie Video 2000, po załadowaniu do kasety „matki”. Adaptor przesuwał szpulki z mikrokasety do rozstawu standardowej kasety Video 2000. Dla porównania w formacie (S)VHS-C, adaptor zawiera mechanizm złożony z kółek zębatych napędzających bezpośrednio załadowaną mikrokasetę. Video 2000 Mini nie przyjął się jako standard do kamer i magnetowidów przenośnych i jest formatem unikatowym.
Z powodu konkurencji ze strony standardów Betamax i VHS, nie udało się rozpropagować standardu kaset wideo V2000 na zbyt szeroką skalę.